# Clásico Mundial de Béisbol 2006
El Clásico Mundial de Béisbol del 2006 fue la primera edición del Clásico Mundial de Béisbol.  Esta edición del evento se realizó del 3 de marzo al 20 de marzo del 2006 en las ciudades de Tokio (Japón), San Juan (Puerto Rico), Orlando, Phoenix, Anaheim y San Diego (Estados Unidos). Siendo la primera vez que un torneo de béisbol albergaba distintos jugadores locales y de las Grandes Ligas. 
Para este torneo, participaron las selecciones de Corea del Sur, China Taipéi, China, Japón (Grupo A), Canadá, Estados Unidos, México, Sudáfrica (Grupo B), Cuba, Holanda, Panamá, Puerto Rico (Grupo C), y Australia, Italia, República Dominicana y Venezuela (Grupo D).
El campeonato, que se inició el 3 de marzo en el Tokyo Dome de Tokio y finalizó el 20 de marzo en el PETCO Park de San Diego, fue ganado por Japón.

## Sedes
Siete estadios en los Estados Unidos, Japón y Puerto Rico fueron sede de los diferentes encuentros del torneo. Los partidos del Grupo A tuvieron lugar en Tokio, los del Grupo B en Phoenix y Scottsdale, los del Grupo C en San Juan, Puerto Rico, y los del Grupo D en Florida.

## Reglas suplementarias

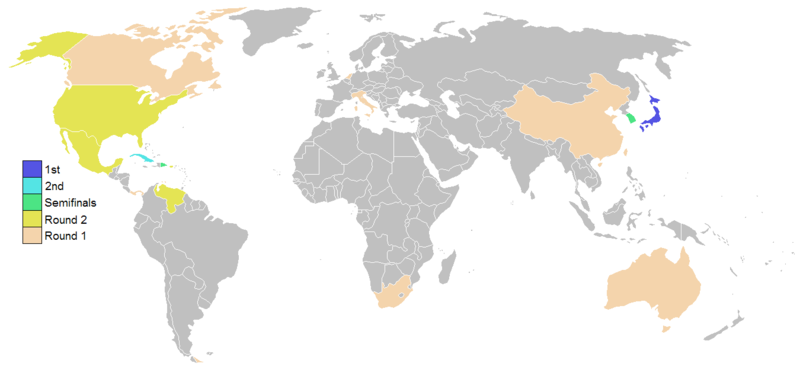
Equipos participantes.

- Hubo un límite en la cuenta de lanzamientos:
  - 65 en la primera serie
  - 80 en la segunda serie
  - 95 en las semifinales y la final
- Un día de descanso le sigue a una jornada de 30 lanzamientos; cuatro días de descanso le seguirán a una jornada de 50 lanzamientos.
- La regla del knockout tiene efecto cuando un equipo tenga una ventaja de quince carreras después de cinco entradas, o diez anotaciones en siete capítulos.
- Todos los partidos emplean la regla del bateador designado.
- Ningún lanzador puede lanzar tres días consecutivos.

## Sedes

### Primera Ronda
| Grupo A Tokyo Dome Tokio, Japón Capacidad: 42.000 | Grupo B Chase Field Phoenix, Arizona, Estados Unidos Capacidad: 49.033 | Grupo C Estadio Hiram Bithorn San Juan, Puerto Rico Capacidad: 18.000 | Grupo D Lake Buena Vista Florida, Estados Unidos Capacidad: 75.540 |
| ------------------------------------------------- | ---------------------------------------------------------------------- | --------------------------------------------------------------------- | ------------------------------------------------------------------ |
| Corea del Sur                                     | Estados Unidos                                                         | Puerto Rico                                                           | República Dominicana                                               |
| Japón                                             | México                                                                 | Cuba                                                                  | Venezuela                                                          |
| China Taipéi                                      | Canadá                                                                 | Holanda                                                               | Italia                                                             |
| China                                             | Sudáfrica                                                              | Panamá                                                                | Australia                                                          |

### Segunda Ronda
| Grupo 1 Angel Stadium of Anaheim Los Ángeles, Estados Unidos Capacidad: 45.050 | Grupo 2 Estadio Hiram Bithorn San Juan, Puerto Rico Capacidad: 18.000 |
| ------------------------------------------------------------------------------ | --------------------------------------------------------------------- |
| Corea del Sur                                                                  | Cuba                                                                  |
| Japón                                                                          | República Dominicana                                                  |
| Estados Unidos                                                                 | Puerto Rico                                                           |
| México                                                                         | Venezuela                                                             |

### Semifinales
| Semifinales PETCO Park San Diego, Estados Unidos Capacidad: 42.445 | Semifinales PETCO Park San Diego, Estados Unidos Capacidad: 42.445 |
| ------------------------------------------------------------------ | ------------------------------------------------------------------ |
| República Dominicana                                               | Corea del Sur                                                      |
| Cuba                                                               | Japón                                                              |

### Final
| Final PETCO Park San Diego, Estados Unidos Capacidad: 42.445 | Final PETCO Park San Diego, Estados Unidos Capacidad: 42.445 |
| ------------------------------------------------------------ | ------------------------------------------------------------ |
| Japón                                                        | Cuba                                                         |

## Primera Ronda

### Grupo A
En Tokio, Japón
| Día    | Hora (GMT) | Sede  | Local         | Visitante    | Marcador |
| ------ | ---------- | ----- | ------------- | ------------ | -------- |
| 3-3-06 | 01:00      | Tokio | Corea del Sur | China Taipéi | 2-0      |
| 3-3-06 | 08:00      | Tokio | China         | Japón        | 2-18     |
| 4-3-06 | 01:00      | Tokio | Corea del Sur | China        | 10-1     |
| 4-3-06 | 08:00      | Tokio | China Taipéi  | Japón        | 3-14     |
| 5-3-06 | 01:00      | Tokio | China Taipéi  | China        | 12-3     |
| 5-3-06 | 08:00      | Tokio | Corea del Sur | Japón        | 3-2      |

### Grupo B
En Phoenix y Scottsdale, Estados Unidos
| Día     | Hora (GMT) | Sede       | Local     | Visitante      | Marcador |
| ------- | ---------- | ---------- | --------- | -------------- | -------- |
| 7-3-06  | 19:00      | Phoenix    | México    | Estados Unidos | 0-2      |
| 7-3-06  | 24:00      | Scottsdale | Canadá    | Sudáfrica      | 11-8     |
| 8-3-06  | 19:00      | Phoenix    | Canadá    | Estados Unidos | 8-6      |
| 8-3-06  | 24:00      | Scottsdale | México    | Sudáfrica      | 10-4     |
| 9-3-06  | 23:00      | Phoenix    | Canadá    | México         | 1-9      |
| 10-3-06 | 18:00      | Scottsdale | Sudáfrica | Estados Unidos | 0-17     |

### Grupo C
En San Juan, Puerto Rico
| Día     | Hora (GMT) | Sede     | Local        | Visitante    | Marcador |
| ------- | ---------- | -------- | ------------ | ------------ | -------- |
| 7-3-06  | 22:00      | San Juan | Panamá       | Puerto Rico  | 1-2      |
| 8-3-06  | 16:00      | San Juan | Países Bajos | Puerto Rico  | 3-8      |
| 8-3-06  | 22:00      | San Juan | Cuba         | Panamá       | 8-6      |
| 9-3-06  | 22:00      | San Juan | Cuba         | Países Bajos | 11-2     |
| 10-3-06 | 16:00      | San Juan | Panamá       | Países Bajos | 0-10     |
| 10-3-06 | 22:00      | San Juan | Cuba         | Puerto Rico  | 2-12     |

### Grupo D
En Lake Buena Vista, Estados Unidos
| Día     | Hora (GMT) | Sede             | Local                | Visitante | Marcador |
| ------- | ---------- | ---------------- | -------------------- | --------- | -------- |
| 7-3-06  | 16:00      | Lake Buena Vista | República Dominicana | Venezuela | 11-5     |
| 7-3-06  | 22:00      | Lake Buena Vista | Italia               | Australia | 10-0     |
| 8-3-06  | 22:00      | Lake Buena Vista | Venezuela            | Italia    | 6-0      |
| 9-3-06  | 16:00      | Lake Buena Vista | República Dominicana | Italia    | 8-3      |
| 9-3-06  | 22:00      | Lake Buena Vista | Venezuela            | Australia | 2-0      |
| 10-3-06 | 22:00      | Lake Buena Vista | República Dominicana | Australia | 6-4      |

## Segunda Ronda

### Grupo 1
En Anaheim, Estados Unidos
Equipos: (Primeros y Segundos lugares de los Grupos A y B)
| Día     | Hora (GMT) | Sede    | Local         | Visitante      | Marcador |
| ------- | ---------- | ------- | ------------- | -------------- | -------- |
| 12-3-06 | 19:00      | Anaheim | Japón         | Estados Unidos | 3-4      |
| 12-3-06 | 02:00      | Anaheim | Corea del Sur | México         | 2-1      |
| 13-3-06 | 22:00      | Anaheim | México        | Japón          | 1-6      |
| 13-3-06 | 01:00      | Anaheim | Corea del Sur | Estados Unidos | 7-3      |
| 15-3-06 | 01:00      | Anaheim | Corea del Sur | Japón          | 2-1      |
| 16-3-06 | 22:30      | Anaheim | México        | Estados Unidos | 2-1      |

### Grupo 2
En San Juan, Puerto Rico
Equipos (Primeros y Segundos lugares de los Grupos C y D)
| Día     | Hora (GMT) | Sede:    | Local:               | Visitante:           | Marcador: |
| ------- | ---------- | -------- | -------------------- | -------------------- | --------- |
| 12-3-06 | 16:00      | San Juan | Cuba                 | Venezuela            | 7-2       |
| 12-3-06 | 23:00      | San Juan | Puerto Rico          | República Dominicana | 7-1       |
| 13-3-06 | 16:00      | San Juan | República Dominicana | Cuba                 | 7-3       |
| 13-3-06 | 22:00      | San Juan | Venezuela            | Puerto Rico          | 6-0       |
| 14-3-06 | 22:00      | San Juan | República Dominicana | Venezuela            | 2-1       |
| 15-3-06 | 22:00      | San Juan | Puerto Rico          | Cuba                 | 3-4       |

## Semifinales
En San Diego, California
| Día     | Hora (GMT) | Sede      | Local                | Visitante | Marcador |
| ------- | ---------- | --------- | -------------------- | --------- | -------- |
| 18-3-06 | 18:00      | San Diego | República Dominicana | Cuba      | 1-3      |
| 18-3-06 | 01:00      | San Diego | Corea del Sur        | Japón     | 0-6      |

## Final
En San Diego, California
| Día     | Hora (GMT) | Sede      | Local   | Visitante | Marcador |
| ------- | ---------- | --------- | ------- | --------- | -------- |
| 20-3-06 | 24:00      | San Diego | 🇨🇺 Cuba | Japón     | 6-10     |

| Estados Unidos |
| Japon          |
| Primer título  |

## Resultados
| \| Posición \| Selección \| Ganados \| Perdidos \| Tiebreaker \| \| ----------------------------- \| -------------------- \| ------- \| -------- \| ------------------- \| \| 1 \| Japón \| 5 \| 3 \| - \| \| Derrotado en la Final \| \| \| \| \| \| 2 \| Cuba \| 5 \| 3 \| - \| \| Eliminados en las Semifinales \| \| \| \| \| \| 3 \| Corea del Sur \| 6 \| 1 \| - \| \| 4 \| República Dominicana \| 5 \| 2 \| - \| \| Eliminados en la Segunda Fase \| \| \| \| \| \| 5 \| Puerto Rico \| 4 \| 2 \| - \| \| 6 \| México \| 3 \| 3 \| 2.77 RA/9 \| \| 7 \| Venezuela \| 3 \| 3 \| 3.40 RA/9 \| \| 8 \| Estados Unidos \| 3 \| 3 \| 3.75 RA/9 \| \| Eliminados en la Primera Fase \| \| \| \| \| \| 9 \| Canadá \| 2 \| 1 \| - \| \| 10 \| Italia \| 1 \| 2 \| 5.48 RA/9 \| \| 11 \| Holanda \| 1 \| 2 \| 6.84 RA/9, 6.48 ERA \| \| 12 \| China Taipéi \| 1 \| 2 \| 6.84 RA/9, 6.84 ERA \| \| 13 \| Australia \| 0 \| 3 \| 6.85 RA/9 \| \| 14 \| Panamá \| 0 \| 3 \| 6.92 RA/9 \| \| 15 \| China \| 0 \| 3 \| 14.40 RA/9 \| \| 16 \| Sudáfrica \| 0 \| 3 \| 15.55 RA/9 \| |                      |         |          |                     |
| Posición | Selección            | Ganados | Perdidos | Tiebreaker          |
| 1 | Japón                | 5       | 3        | -                   |
| Derrotado en la Final |                      |         |          |                     |
| 2 | Cuba                 | 5       | 3        | -                   |
| Eliminados en las Semifinales |                      |         |          |                     |
| 3 | Corea del Sur        | 6       | 1        | -                   |
| 4 | República Dominicana | 5       | 2        | -                   |
| Eliminados en la Segunda Fase |                      |         |          |                     |
| 5 | Puerto Rico          | 4       | 2        | -                   |
| 6 | México               | 3       | 3        | 2.77 RA/9           |
| 7 | Venezuela            | 3       | 3        | 3.40 RA/9           |
| 8 | Estados Unidos       | 3       | 3        | 3.75 RA/9           |
| Eliminados en la Primera Fase |                      |         |          |                     |
| 9 | Canadá               | 2       | 1        | -                   |
| 10 | Italia               | 1       | 2        | 5.48 RA/9           |
| 11 | Holanda              | 1       | 2        | 6.84 RA/9, 6.48 ERA |
| 12 | China Taipéi         | 1       | 2        | 6.84 RA/9, 6.84 ERA |
| 13 | Australia            | 0       | 3        | 6.85 RA/9           |
| 14 | Panamá               | 0       | 3        | 6.92 RA/9           |
| 15 | China                | 0       | 3        | 14.40 RA/9          |
| 16 | Sudáfrica            | 0       | 3        | 15.55 RA/9          |

## Estadísticas

### Líderes de bateo
(mínimo de 2.7 apariciones al plato por juego, 4 juegos, a menos que se mencione otra cosa Archivado el 30 de septiembre de 2007 en Wayback Machine.) 
Porcentaje
- Ken Griffey, Jr., Estados Unidos -.524
- Yoandy Garlobo, Cuba -.480
- Derek Jeter, Estados Unidos -.450

Hits
- Nobuhiko Matsunaka, Japón - 13
- Ichiro Suzuki, Japón - 12
- Yoandy Garlobo, Cuba - 12
- Tsuyoshi Nishioka, Japón -11
- Ken Griffey, Jr., Estados Unidos - 11

Carreras
- Nobuhiko Matsunaka, Japón - 11
- Seung-Yeop Lee, Corea del Sur - 8
- Yulieski Gourriel, Cuba - 8
- Ichiro Suzuki, Japón - 7
- Tsuyoshi Nishioka, Japón - 7

Dobles
- Jong Beom Lee, Corea del Sur - 6
- Nobuhiko Matsunaka, Japón - 4
- Justin Morneau, Canadá - 3 (3 G)
- Yung Chi Chen, Taiwán - 3 (3 G)
- Miguel Tejada, República Dominicana - 3
- Frederich Cepeda, Cuba - 3

Triples
- 15 empatados con 1

Home Runs
- Seung-Yeop Lee, Corea del Sur - 5
- Adrián Beltré, República Dominicana - 4
- Ken Griffey, Jr., Estados Unidos - 3
- Derrek Lee, Estados Unidos - 3
- David Ortiz, República Dominicana - 3
- Hitoshi Tamura, Japón - 3

Carreras impulsadas
- Ken Griffey, Jr., Estados Unidos - 10
- Seung-Yeop Lee, Corea del Sur - 10
- Hitoshi Tamura, Japón - 9
- Adrián Beltré, República Dominicana - 9
- Derrek Lee, Estados Unidos - 8
- Frederich Cepeda, Cuba - 8
- Tsuyoshi Nishioka, Japón - 8
- Jorge Cantú, México - 8

Bases Totales
- Seung-Yeop Lee, Corea del Sur - 23
- Ken Griffey, Jr., Estados Unidos - 22
- Tsuyoshi Nishioka, Japón - 19
- Frederich Cepeda, Cuba - 19

Bases por bolas
- David Ortiz, República Dominicana - 8
- Albert Pujols República Dominicana - 7
- Bob Abreu. Venezuela - 6
- Hitoshi Tamura, Japón - 6
- Frederich Cepeda, Cuba - 6
- Tsuyoshi Nishioka, Japón - 6

Ponches
- Hitoshi Tamura, Japón - 9
- Ariel Prestano, Cuba - 8
- Yufeng Zhang, China - 8 (3 G)
- Alex Rodríguez, Estados Unidos - 7
- Frederich Cepeda, Cuba - 7
- Jin Man Park, Corea del Sur - 7
- Bobby Abreu, Venezuela - 7

Bases Robadas
- Tsuyoshi Nishioka, Japón - 5
- Ichiro Suzuki, Japón - 4
- Eduardo Paret, Cuba - 3
- Trent Durrington, Australia - 3 (3 G)

Porcentaje de embasado
- Ken Griffey, Jr., Estados Unidos -.583
- Yoandy Garlobo, Cuba -.536
- Nobuhiko Matsunaka, Japón -.528

Porcentaje de Slugging
- Ken Griffey, Jr., Estados Unidos - 1.048
- Seung-Yeop Lee, Corea del Sur -.958
- Adrián Beltré, República Dominicana -.900

Porcentaje de embasado más slugging
- Ken Griffey, Jr., Estados Unidos - 1.631
- Seung-Yeop Lee, Corea del Sur - 1.372
- Adrián Beltré, República Dominicana - 1.291

### Líderes de pitcheo
(mínimo 0.8 entradas lanzadas por juego del equipo) Archivado el 28 de octubre de 2007 en Wayback Machine.
Victorias
- Daisuke Matsuzaka, Japón - 3
- Ormari Romero, Cuba - 2
- Odalis Pérez, República Dominicana - 2
- Jae Seo, Corea del Sur - 2
- Koji Uehara, Japón - 2
- Min Han Son, Corea del Sur - 2
- 26 empatados con 1

Derrotas
- Johan Santana, Venezuela - 2
- Rodrigo López, México - 2
- Dontrelle Willis, Estados Unidos - 2
- 31 empatados con 1

Salvamentos
- Chan Ho Park, Corea del Sur - 3
- Yadel Martí, Cuba - 2
- 14 empatados con 1

Entradas lanzadas
- Koji Uehara, Japón - 17
- Jae Seo, Corea del Sur - 14
- Bartolo Colón, República Dominicana - 14
- Shunsuke Wantanabe, Japón - 13 2/3

Hits permitidos
- Koji Uehara, Japón - 17
- Bartolo Colón, República Dominicana - 13
- Pedro Luis Lazo, Cuba - 12

Carreras permitidas
- Carl Michaels, Sudáfrica - 10
- Barry Armitage, Sudáfrica - 9
- Dontrelle Willis, Estados Unidos - 8

Carreras limpias permitidas
- Carl Michaels, Sudáfrica - 10
- Dontrelle Willis, Estados Unidos - 8
- Barry Armitage, Sudáfrica - 7

Porcentaje de Carreras Limpias Permitidas
- Yadeel Martí, Cuba - 0.00 (en 12.2 entradas)
- Chan Ho Park, Corea del Sur - 0.00 (10.0)
- Kelvim Escobar, Venezuela - 0.00 (7.2)
- Shairon Martis, Países Bajos - 0.00 (7.0)
- Carlos Silva, Venezuela - 0.00 (5.2)
- Jason Grilli, Italia - 0.00 (4.2)
- Erik Bedard, Canadá - 0.00 (4.0)
- Wei-Lun Pan, Taiwán - 0.00 (4.0)
- Adam Loewen, Canadá - 0.00 (3.2)
- Po-Hsuan Keng, Taiwán - 0.00 (3.0)
- Seo, Corea del Sur; Colón, República Dominicana - 0.64
- Shunsuke Wantanabe, Japón - 0.84

Bases por bolas
- Dontrelle Willis, Estados Unidos - 6
- Esteban Loaiza, México- 5
- Carlos Zambrano, Venezuela - 5
- Adiel Palma, Cuba - 5
- Peter Moylan, Australia - 5
- Kelvim Escobar, Venezuela - 5
- Yulieski González, Cuba - 5
- 13 empatados con 4

Ponches
- Koji Uehara, Japón - 16
- Yadel Martí, Cuba - 11
- Freddy García, Venezuela - 11
- Johan Santana, Venezuela - 10
- Daisuke Matsuzaka, Japón - 10
- Roger Clemens, Estados Unidos - 10

Bases más hits por entrada lanzada
- Shairon Martis, Países Bajos - 0.14
- Jason Grilli, Italia - 0.20
- José Santiago, Puerto Rico - 0.63

## Equipo de las Estrellas
| Posición | Jugador           |
| -------- | ----------------- |
| C        | Tomoya Satozaki   |
| 1B       | Seung-Yeop Lee    |
| 2B       | Yulieski Gourriel |
| SS       | Derek Jeter       |
| 3B       | Adrian Beltre     |
| OF       | Ken Griffey, Jr.  |
| OF       | Jong-Beom Lee     |
| OF       | Ichiro Suzuki     |
| BD       | Yoandy Garlobo    |
| P        | Yadel Martí       |
| P        | Daisuke Matsuzaka |
| P        | Chan Ho Park      |